# 布苏瓦
布苏瓦（法語：Boussois，法語發音：[buswa]）是法国上法蘭西大區北部省的一个市镇，属于埃尔普河畔阿韦讷区。

## 地理
布苏瓦（50°17'26"N, 4°2'27"E）面积6.29 平方千米，位于法国上法蘭西大區北部省，该省份为法国最北部的省份及最长的省份，西北濒北海，西接加来海峡省，南至埃纳省和索姆省，东与比利时接壤。
与布苏瓦接壤的市镇（或旧市镇、城区）包括：维约朗、阿斯旺、埃莱姆、马尔庞、雷基尼。
布苏瓦的时区为UTC+01:00、UTC+02:00（夏令时）。

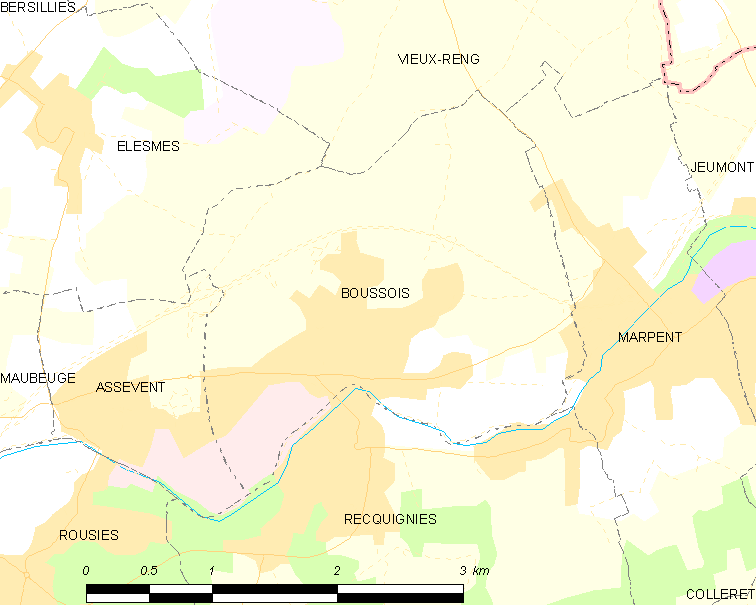
布苏瓦的OSM定位图

## 行政
布苏瓦的邮政编码为59168，INSEE市镇编码为59104。

## 政治
布苏瓦所属的省级选区为莫伯日县。

## 人口

1962-2008年间布苏瓦人口变化图示

布苏瓦于2022年1月1日时的人口数量为3139人。